# イシビラメ
イシビラメ(Psetta maxima)は、カレイ目スコプタルムス科の魚である。北大西洋、黒海、バルト海、地中海等の海水や汽水に住む。

## 語源
英名のTurbotは、古スウェーデン語で「きりかぶ」という意味を表すtörnbutに由来し、13世紀頃に英語とフランス語に入ってきた。初期の言及は1世紀末から2世紀初頭のローマのユウェナリスによる風刺詩(The Emperor's Fish)で見られ、ローマ帝国でも食用とされていたことを示唆している。

## 概要
イシビラメは大きな平たい魚で、地中海、バルト海、黒海、北大西洋等の浅い砂浜近くで見られる。ヨーロッパのイシビラメは非対称の体を持ち、体長100cm、体重25kgになる。

## 漁獲
イシビラメは繊細な味であり、食用として高額で取引される。養殖やトロール漁で獲られる。フランス、スペイン、トルコ、チリ、ノルウェー、中国等で好まれる。肉は明るい白色で、調理しても色は変わらない。上側に4枚のヒレがあり、焼いたり茹でたりフライにして食べられる。